# Romi
A Romi  német eredetű női keresztnév, ott a Rosemarie (magyarul Róza Mária) önállósult beceneve.

## Gyakorisága
Az 1990-es években szórványos név, a 2000-es években nem szerepel a 100 leggyakoribb női név között.

## Névnapok
- szeptember 4.[2]

## Híres Romik
- Romy Schneider, osztrák színésznő